# Laskino
Laskino (russisch Ласкино, deutsch Godrienen) ist ein Ort in der russischen Oblast Kaliningrad. Er gehört zur kommunalen Selbstverwaltungseinheit Stadtkreis Gurjewsk im Rajon Gurjewsk.

## Geographische Lage
Laskino liegt acht Kilometer südwestlich des Stadtzentrums von Kaliningrad (Königsberg) an der Kommunalstraße 27K-090, welche die Oblasthauptstadt mit Golubewo (Seepothen) verbindet. Die Entfernung zum Frischen Haff beträgt drei Kilometer.
Vor 1945 war Godrienen Bahnstation an zwei Bahnlinien: der Bahnstrecke von Königsberg (Preußen) (heute russisch: Kaliningrad) nach Berlin („Preußische Ostbahn“) und der Bahnstrecke von Königsberg nach Allenstein (heute polnisch: Olsztyn). Die nächste Bahnstation heute ist Golubewo (Seepothen) an der Bahnstrecke Kaliningrad–Mamonowo auf der Trasse der Preußischen Ostbahn.

## Geschichte
Das Godrienen genannte Dorf erlebte 1425 seine Gründung. 1874 wurde Godrienen in den neu errichteten Amtsbezirk Wundlacken (heute nicht mehr existent) eingegliedert, der zum Landkreis Königsberg (Preußen) (1939–1945 Landkreis Samland) im Regierungsbezirk Königsberg der preußischen Provinz Ostpreußen gehörte. Im Jahre 1906 erfolgte eine Umgliederung in den Amtsbezirk Groß Karschau (heute ebenfalls nicht mehr existent). 1910 lebten in Godrienen 438 Menschen.
Godrienen wurde am 10. Juli 1931 Amtsdorf, als nämlich der Amtsbezirk Groß Karschau in „Amtsbezirk Godrienen“ umbenannt wurde. Gehörte anfangs nur die Gemeinde Godrienen dazu, so wurde am 1. April 1939 noch die Gemeinde Wundlacken eingegliedert. In Godrienen und seinen Ortsteilen Jägersheim und Kleinhof (heute untergegangen) waren 1933 803 und 1939 773 Einwohner registriert.
Im Jahre 1945 kam Godrienen mit dem nördlichen Ostpreußen zur Sowjetunion. Im Jahr 1950 erhielt der Ort die russische Bezeichnung Laskino und wurde gleichzeitig dem Dorfsowjet Zwetkowski selski Sowet im Rajon Kaliningrad zugeordnet. Später gelangte der Ort in den Nowomoskowski selski Sowet im Rajon Gurjewsk. Von 2008 bis 2013 gehörte Laskino zur Landgemeinde Nowomoskowskoje selskoje posselenije und seither zum Stadtkreis Gurjewsk.

## Kirche
Godrienens Bevölkerung war vor 1945 überwiegend evangelischer Konfession. Das Dorf gehörte zum Kirchspiel Haffstrom im Kirchenkreis Königsberg-Land I innerhalb der Kirchenprovinz Ostpreußen der Kirche der Altpreußischen Union. Heute liegt Laskino im Einzugsbereich der evangelisch-lutherischen Auferstehungskirche in Kaliningrad (Königsberg), die in die Propstei Kaliningrad der Evangelisch-lutherischen Kirche Europäisches Russland eingegliedert ist.
Seit 2016 gibt es in Laskino eine Russisch-orthodoxe Kirche, welche der Muttergottes-Ikone Zoodochos Pigi (die lebenspendende Quelle) geweiht ist.